# Kujukurihama
Kujukurihama (Japans: 九十九里浜, Kujūkuri-hama) is een zandstrand in het oosten van het Japanse eiland Honshu in de prefectuur Chiba. Het strand vormt de noordoostkust van het Bososchiereiland en is ongeveer 66 kilometer lang. Het loopt in een boog van Kaap Gyobumi in het noorden naar Kaap Taito in het zuiden en passeert daarbij een tiental steden en gemeenten: Asahi, Sosa, Yokoshibahikari, Sanmu, Kujukuri, Oamishirasato, Shirako, Chosei, Ichinomiya en Isumi. Het strand is relatief recht in vergelijking met de grotendeels onregelmatige kustlijn van Japan. Het is een populair recreatiegebied voor de inwoners van Groot-Tokio om te zwemmen en surfen.

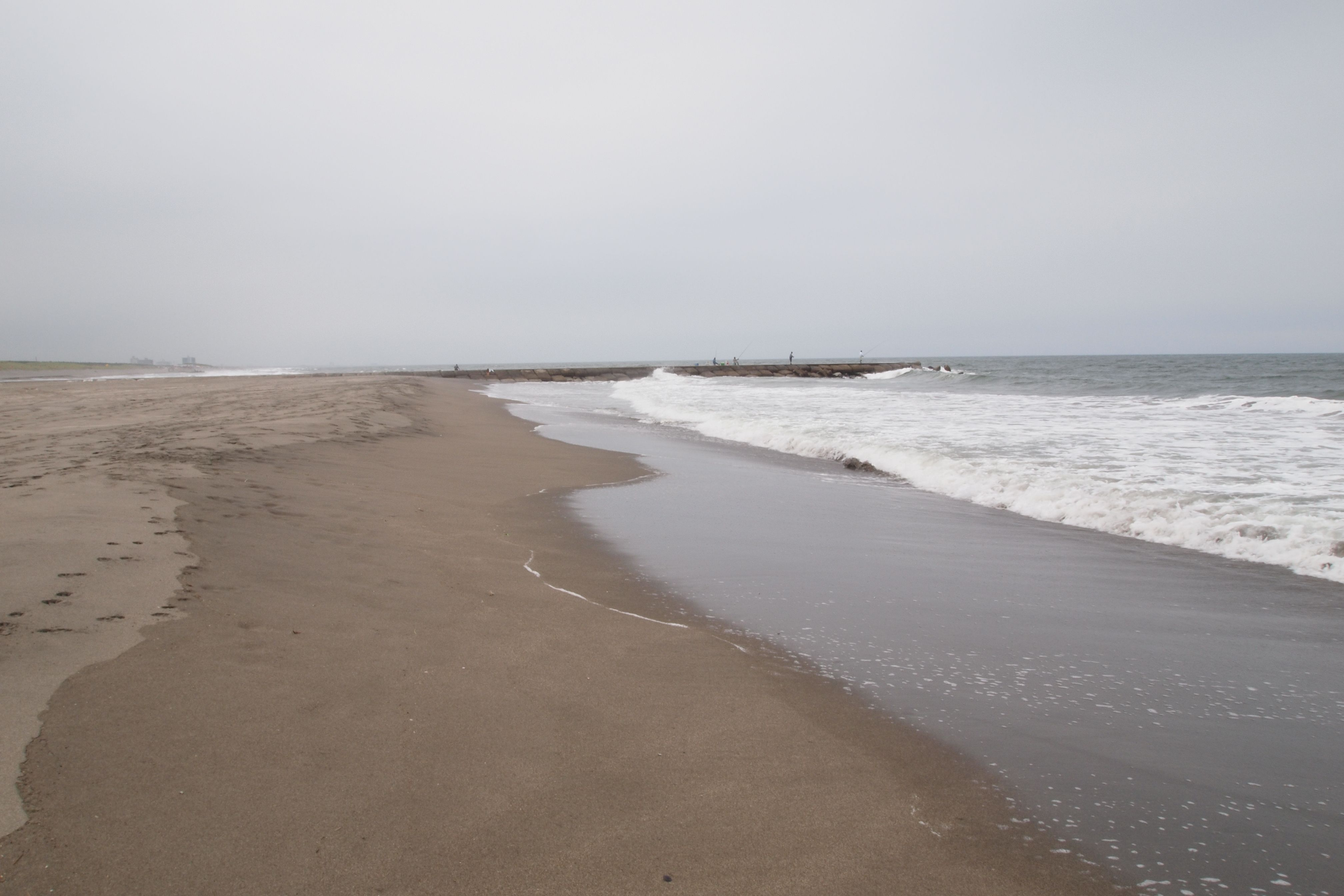
het strand bij Chosei
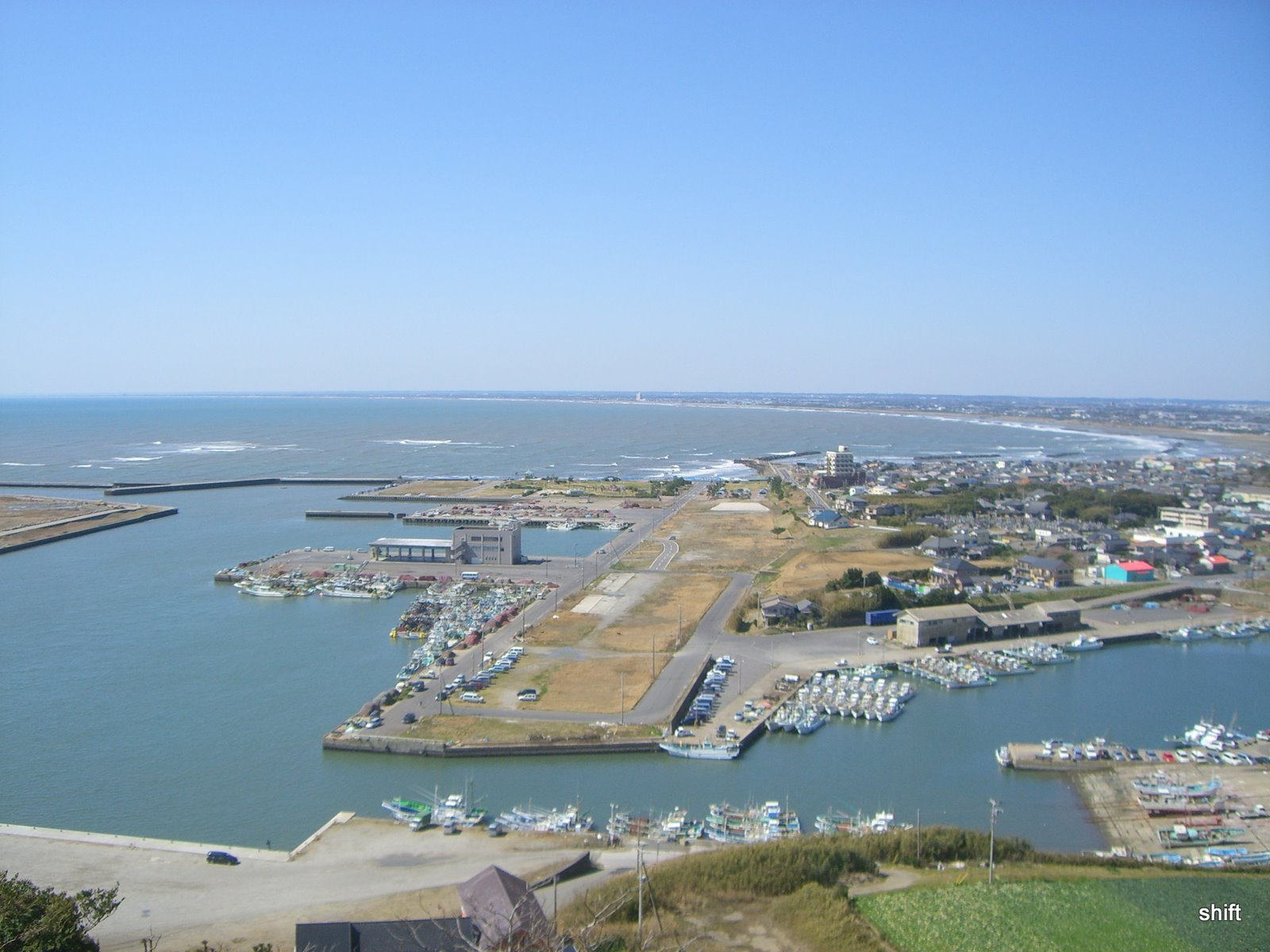
de vissershaven van Iioka met rechts op de achtergrond Kujukurihama, gezien vanuit Kaap Gyobumi